# 厨娘日记
《厨娘日记》（法語：Le Journal d'une femme de chambre），又名 《女生日记》或《女仆日记》， 是奥克塔夫·米尔博于1900年创作的小说。这部作品在1891-92年间以连载形式在《L'Écho de Paris》裡发表。该作品被完善了以后，于1900年被发表在 “La revue blanche”裡。

## 作品介绍
这部作品描写的是一名名叫塞莱丝汀的女仆的日记。她的第一任雇主是一个恋物癖，很迷恋她的靴子。当塞莱丝汀发现这个雇主死了的时候，他嘴里塞着她的靴子。塞莱丝汀紧接着成了一对中产阶级夫妇的仆人。她发现自己似乎卷入了雇主婚姻中的权力斗争。最后，塞莱丝汀成为了一个中产阶级咖啡厅女主人，这次換成她虐待仆人。

## 評論
作为一名自由论者的作家，米尔博把说话权给了一名女仆，这是颇有争议的选择。读者从女仆的眼里看到上层社会的黑暗、当权人的虚伪，还有中产阶级的堕落。米尔博的这部作品撕掉了上层社会的虚伪面具，揭露了他们虛善與變態的一面。
多年来，塞莱丝汀一直服务于富裕的家族里。比如，她曾在诺曼底一个叫 Lanlaire 的家庭做女仆，并见识了这个家族通过欺诈行为而得到财富。在有钱人家中的经历使她感觉到：再无耻不体面的人也没有伪君子无耻。
米尔博虽然谴责雇佣仆人是一种现代化的奴隶制，但是他并没有把下层社会的人写得过于感伤 ，因为被雇主剥削的仆人们把自己也从意识形态上给孤立了。
在这部作品里，背景介绍是零散片段性的，时间是跳跃性的，写作风格是不连贯的。米尔博放弃了纪实的客观性还有叙事的时间顺序性。这些特点都说明这部作品与现实主义小说有本质性的区别。